# Scamboneura calianensis
Scamboneura calianensis är en tvåvingeart som beskrevs av Alexander 1931. Scamboneura calianensis ingår i släktet Scamboneura och familjen storharkrankar. Inga underarter finns listade i Catalogue of Life.